# Christiane Rorato
Christiane Rorato, née le 8 septembre 1943 à La Mure (Isère) et morte le 1er avril 2023 à Grado (Italie), est une comédienne française.
Elle a interprété de nombreux rôles du théâtre classique et surtout du théâtre contemporain comme dans les œuvres de Seán O'Casey. Elle a aussi été présente dans de nombreux films comme ceux de René Allio dont Rude journée pour la Reine ou des films de télévision comme ceux de Josée Dayan.
En 1998, elle réalise son premier film sur les mineurs de La Mure Debout dans ce siècle anthracite puis se passionne pour le Frioul où elle réalise une série de films documentaires dont le dernier Les oubliés du Transsibérien en 2017.

## Biographie
Christiane Rorato est une comédienne et réalisatrice née à La Mure le 8 septembre 1943 d'un père frioulan émigré en France. À 17 ans, elle monte à Paris pour suivre des cours de journalisme (diplômée de l'E.S.J.). Elle débute en même temps au théâtre avec Gabriel Garran puis fait ses classes dans la troupe des « Spectacles de l'Étang de Berre » à Martigues sous la direction d'Alain Rais. Christiane Rorato débute à 19 ans avec Gabriel Garran au festival d’Aubervilliers dans L'Étoile devient rouge de Seán O'Casey. Elle est aussitôt engagée par Alain Rais aux « spectacles de l’étang de Berre » à Martigues où elle reste pendant 4 ans jusqu'à la disparition de la troupe.
Elle remonte à Paris, suit les cours d'Andreas Voutzinas et participe à la création du Théâtre des Cinquante.
Elle joue ensuite dans plusieurs théâtres parisiens et Centres Dramatiques de Province. Elle travaille avec les metteurs en scène de son temps, les plus représentatifs, tels que : Gabriel Garran, Alain Rais, Jean-Pierre Vincent, Pierre Vial, Jeanne Champagne, Armand Gatti, Jean-Marie Patte, Jacques Lassalle, Georges Lavaudant, Guy Lauzin, Jean-Vincent Brisa, Jean-Marie Galey, Jean-Pierre Dusseaux, Jean-Claude Penchenat, Gislaine Drahy, Dominique Guihard et Thierry Roisin.
Elle interprète différents dramaturges européens : Molière, Goldoni, Bertolt Brecht, Seán O'Casey, Julius Hay, Goethe, Paul Claudel, Victor Hugo, Ödön Von Orváth, Alfred de Musset, Jean-Luc Lagarce : la plupart du temps, des créations.
Elle participe également à des expériences hors les murs, en Lorraine avec la « Compagnie du Jarnisy », dans des textes de Didier Patard sous la direction de Bernard Beuvelot.
Revenue à Paris, elle joue un répertoire européen avec différents metteurs en scène dans les Théâtres parisiens et Centres dramatiques.
Au cinéma, elle est une fidèle interprète des films de René Allio. Son rôle le plus important est celui de Mathilde dans Rude journée pour la Reine avec Simone Signoret.
En 1998, elle réalise son premier film sur les mineurs de La Mure « Debout dans ce siècle anthracite » puis se passionne pour le Frioul où elle réalise une série de films documentaires dont le dernier en date « Les Oubliés du Transsibérien » en 2017.
Christiane Rorato meurt en avril 2023 à Grado (Frioul).

## Théâtre
- 1962 : L'étoile devient rouge de Seán O'Casey, mise en scène Gabriel Garran, au Théâtre de la Commune d'Aubervilliers.
- 1964 : Grand'peur et misère du troisième Reich de Bertolt Brecht, mise en scène d'Alain Rais, aux Spectacles de l'Étang de Berre.
- 1964 : Le Malade imaginaire de Molière, mise en scène d'Alain Rais, aux Spectacles de l'Étang de Berre.
- 1965 : Une Balle perdue de Paul Copin, mise en scène d'Alain Rais, aux Spectacles de l'Étang de Berre.
- 1965 : Jean Moulin aujourd'hui d'Alain Rais, mise en scène d'Alain Rais, aux Spectacles de l'Étang de Berre.
- 1966 : George Dandin de Molière, mise en scène d'Alain Rais, aux Spectacles de l'Étang de Berre.
- 1966 : La Mère de Bertolt Brecht, mise en scène de Jacques Rosner, au T.N.P.
- 1967 : La Locandiera de Goldoni, mise en scène d'Alain Rais, aux Spectacles de l'Étang de Berre.
- 1968 : Charles XII d'August Strindberg, mise en scène de Gabriel Garran, au Théâtre de l'Ouest Parisien. Rôle de Christine.
- 1969 : Avoir de Julius Hay, mise en scène de Pierre Vial, à la Comédie de Saint-Étienne.
- 1969 : Tambours et trompettes de Bertolt Brecht, mise en scène de Jean Pierre Vincent, au Théâtre de la ville.
- 1970 : Poussière pourpre de Seán O'Casey, mise en scène de Roland Chalosse, au Théâtre de Morlaix.
- 1970 : Le Chat sauvage d'Armand Gatti, mise en scène de Jean-Marc Lancelot, à la Maison verte.
- 1971 : La Planète bleue de Jean-Claude Giraudon, mise en scène de Bruno Castan, au Théâtre de la commune d'Aubervilliers.
- 1973 : Lorenzaccio d'Alfred de Musset, mise en scène de Georges Lavaudant, à la Maison de la Culture de Grenoble. Rôle de Marie Soderini mère de Lorenzaccio.
- 1974 : Le Triomphe de la sensibilité de Goethe, mise en scène de Jean-Marie Patte, au Théâtre national de Strasbourg, rôle de Feria.
- 1974 : Un Couple pour l'hiver de Jacques Lassalle, mise en scène de Jacques Lassalle, au Studio-Théâtre de Vitry/seine, rôle d'Emilienne.
- 1975 : On ne badine pas avec l'Amour d'Alfred de Musset, mise en scène de Guy Lauzin, à la Comédie de Saint-Étienne. Rôle de Camille.
- 1976 : Don Juan revient de guerre d'Ödön Von Orváth, mise en scène de Marcel Bluwal, au T.E.P. rôle de la servante.
- 1978 : Frères humains d'Antoine De Baecque, mise en scène de Guy Lauzin, à la Maison de la Culture de Saint-Étienne. Rôle de la Marion du Faoüet.
- 1979 : La Maison d'Anna de Ninon Ozanne, mise en scène de Jeanne Champagne, au Théâtre des Gémeaux de Créteil. Rôle de Natia.
- 1979 : La fourmi dans le corps de Jacques Audiberti, mise en scène de Guy Lauzin, au Théâtre Sylvia Montfort.
- 1979 : La Cantate à trois voix de Paul Claudel, mise en scène de Jean Pierre Dusséaux, au Théâtre du Ranelagh. Rôle de Beata.
- 1981 : Le songe d'une nuit d'été de William Shakespeare, mise en scène de Jean-Vincent Brisa, au Festival de Vizille.
- 1981 : L'Arlésienne d'Alfonse Daudet, mise en scène de Dominique Guihard, à l'Opéra de Rennes. Rôle de Rose Mamaï.
- 1982 : La mémoire et le feu d’après A. Tchoukovskaia, mise en scène de Jean-Claude Marrey, au festival d'Avignon.
- 1982 : Via della miniera de Didier Patard, mise en scène de Bernard Beuvelot, à la Compagnie du Jarnisy à Jarny. Rôle de Madame Flora.
- 1983 : Profil d’Unica Zürn, mise en scène de Marcelle Fonfreide, au Nouveau Commerce du Centre Pompidou.
- 1984 : Le cercle de craie causasien de Bertolt Brecht, mise en scène de Mehmet Ulusoy, au Théâtre de la Cité Universitaire. Rôle de la cuisinière.
- 1985 : Les Tables tournantes de Victor Hugo, mise en scène de Jean-Marie Galey, à la Cité universitaire. Rôle de Madame de Girardin.
- 1986 : La Dernière Ordonnance de Didier Patard, mise en scène de Bernard Beuvelot, au Théâtre du Jarnisy dans l'Hôpital psychiatrique de Lorquin. Rôle de l'infirmière.
- 1986 : L'Histoire de Maheu le boucher d'Eduardo Manet, mise en scène de Jean Claude Broche, Prix du OFF au festival d'Avignon.
- 1987 : L'Île au trésor de Robert Louis Stevenson, mise en scène de Michel Valmer, avec Yvan Dautin, au Chapiteau de Pantin et tournée. Rôle de Miss Twiggy.
- 1987 : Slaveck d'Angers de Didier Patard, mise en scène de Didier Patard, au Théâtre du Jarnisy. Rôle de la mère.
- 1988 : Transfensch de Didier Patard, mise en scène de Bernard Beuvelot, créé à Thionville, puis représentations en spectacle itinérant. Rôle de Dolorès.
- 1989 : Musiques citoyennes d'Eugène Durif, mise en scène de Dominique Guihard, au T.E.P.
- 1998 : Les Enfants gâtés de Jean-Claude Penchenat, mise en scène de Jean-Claude Penchenat, au Tréteaux de France. Rôle de Rosa.
- 2008 : Les Serviteurs de Jean-Luc Lagarce, mise en scène de Gislaine Drahy, au Théâtre Narration à Lyon. Rôle de la cuisinière.
- 2013 : Caramba ! de Thierry Roisin[2] et Olivia Burton, mise en scène de Thierry Roisin avec la Comédie de Béthune.

## Filmographie

### Cinéma
- 1967 : L'une et l'autre de René Allio : Sonia.
- 1969 : Pierre et Paul de René Allio : La secrétaire.
- 1970 : Les Camisards de René Allio : La Brunet.
- 1973 : Rude journée pour la Reine, de René Allio : Mathilde.
- 1979 : Mais ou et donc Ornicar de Bertrand Van Effenterre : Une assistante INCS.
- 1990 : Mariage blanc de Christine Carrière (Court-métrage).
- 1995 : Péché mortel, péché véniel de Pomme Meffre : La charcutière.
- 2001 : Cet amour-là de Josée Dayan : La femme en blouse.
- 2003 :
  - Le lac et la rivière de Sarah Petit : Odile.
  - Le coût de la vie de Philippe Le Guay : Une cliente de la grande surface.
- 2009 :
  - La Loi de Murphy de Christophe Campos : Mama Hugo.
  - Tête deTurc de Pascal Elbé : La patronne du café arménien.
- 2012 : Au nom du fils de Vincent Lannoo : La mamma.

### Télévision
- 1969 : Que ferait donc Faber? (Série TV) : La jeune fille à la mairie.
- 1973 : Freya des sept îles (Série TV) : Antonia.
- 1980 : Ça va?, Ça va! (Téléfilm) : Janine.
- 1990 : Grand Beau de Bernard Choquet (Téléfilm) : Germaine.
- 1991 : Le Roi Mystère (Série TV) : Madame Didier.
- 1994 : Maigret et la vieille dame de David Delrieux (Série TV) : La mère Trochet.
- 1995 : Le Dernier Voyage de Bruno Gantillon (Téléfilm) : Estelle.
- 1998 :
  - Un et un font six de Franck Appréderis (Série TV) : La belle-mère de Lalonde.
  - Le Comte de Montecristo de Josée Dayan (Série TV) : Gervaise Rebuffet.
- 2003 : Les Liaisons dangereuses de Josée Dayan (Série TV) : La mère Taudis.
- 2005 : Les Rois maudits, de Josée Dayan (Série TV) : Mère abbesse.
- 2006 : David Nolande de Nicolas Cuche (Série TV) : Jeanette.
- 2008 : La Main blanche de Denis Berry (Série TV) : Christine Sauvaget.
- 2009 : Folie douce de Josée Dayan (Téléfilm) : La directrice de la maison de retraite.
- 2010 : Ni reprise, ni échangée de Josée Dayan (Téléfilm) : La taulière du café.
- 2013 : Interdits d'enfants de Jacques Renard (Téléfilm) : Sofia.

### Réalisatrice
- 1998 : Debout dans ce siècle anthracite, film de 56 min, produit par Agat'films et Cie. Ingénieur du son : Antoine Bonfanti.
- 2003 : Ces Guerriers de la Nuit, sur les traces des Benandanti, documentaire de 75 min, produit par Prélude Media, coproduit par le C.E.C. Udine, d'après le livre de Carlo Guinzburg Les Batailles nocturnes.
- 2004 : L'antica rogazione di Gorto a Cercivento, court métrage de 33 min, produit par AUM productions.
- 2010 : La Rosée du temps, Les chanteurs de Cercivento, documentaire de 54 min, produit par Prélude Media.
- 2013 :
  - Les vases de Mme Chen, documentaire de 40 min en autoproduction.
  - Louis Merino, d'un atelier à l'autre, documentaire de 25 min en autoproduction.
  - Le Voyage de l'Ange, documentaire de 20 min, produit par LAAR.
- 2015 : Les Oubliés du Transsibérien, film de 83 min.

## Distinctions

### Décoration
- 2013 :  Chevalier de l'ordre des Arts et des Lettres, remis par la ministre Aurélie Filippetti[3].

### Récompenses
- 1999 : Prix International du théâtre expérimental du Caire.
- 2004 : Médaille Fellini au prix du C.N.T.UNESCO.
- 2004 : Prix du documentaire historique au Festival International du film d'art.